# Dunalia trianaei
Dunalia trianaei là loài thực vật có hoa trong họ Cà. Loài này được Dammer mô tả khoa học đầu tiên năm 1913.